# Kaki (plant)
De kaki (Diospyros kaki) is de economisch belangrijkste boom uit het geslacht Diospyros, die wordt gekweekt voor zijn vruchten, persimmon of kaki genoemd. De boom komt van nature voor in de Himalaya en in de bergen van Myanmar, Thailand, Indochina, Korea en Japan. Wereldwijd wordt de vrucht gekweekt in de subtropen en in de tropen hoger dan duizend meter. Het is de nationale vrucht van Japan, maar het is mogelijk dat de oorsprong ervan in China ligt, waar men hem 'Chinese pruim' noemt. Daarom wordt de kaki in Europa soms ook onder de naam 'kakipruim' aangeboden. Hij behoort tot de oudste gecultiveerde planten en wordt in China al meer dan 2000 jaar verbouwd. In sommige plattelandsgemeenschappen heeft de vrucht de reputatie hoofdpijn, rugpijn en voetklachten te kunnen genezen.
De kaki is nauw verwant aan de dadelpruim, de vrucht van de lotusboom (Diospyros lotus), eveneens een al in de vroege oudheid gecultiveerde vrucht.

## Wereldwijde productie
| Topproducenten van kaki 2021 | Topproducenten van kaki 2021 |
| Land                         | Productie (ton)              |
| ---------------------------- | ---------------------------- |
| China                        | 3.356.776                    |
| Zuid-Korea                   | 200.610                      |
| Azerbeidzjan                 | 192.474                      |
| Japan                        | 187.900                      |
| Brazilië                     | 170.242                      |
| Oezbekistan                  | 83.600                       |
| Taiwan                       | 72.662                       |
| Iran                         | 31.318                       |
| Israël                       | 30.000                       |
| Nepal                        | 2.974                        |

## Plantkenmerken
Het is een tot 15 m hoge, bladverliezende, eenhuizige of tweehuizige boom met een afgeronde, open kruin. De afwisselend geplaatste, leerachtige bladeren zijn ovaal en tot 25 × 10 cm groot. Ze zijn van boven glanzend en donkergroen en aan de onderkant bezet met een zilverbruine beharing. Als ze in het najaar afvallen, zijn ze geel tot rood van kleur. De mannelijke bloemen staan met drie bijeen in de bladoksels. De vrouwelijke bloemen staan daar ook, maar alleen. Het hout van de kakiboom is evenals het nauw verwante ebbenhout zeer hard en wordt gebruikt voor de fabricage van meubels.

## Pomologie
De pomologie van Diospyros kaki is zeer complex. Een kaki is parthenocarp, er worden zonder bestuiving vruchten gevormd.
Kakivruchten bevatten in harde toestand, ook wanneer ze oranjerood gekleurd zijn, veel tannine, wat een wrange smaak geeft en bij overdadige consumptie kan leiden tot vorming van bezoarstenen in de maag, die alleen operatief verwijderd kunnen worden. De vrucht moet daarom narijpen en zacht worden: daardoor verdwijnen de tannines volledig en wordt de vrucht zoet en aromatisch. De zaden in de kaki scheiden de stof aceetaldehyde af, dat de tannines afbreekt waarbij het vruchtvlees ook zacht wordt. Hoge concentraties CO2-gas kunnen echter op een kunstmatige manier ook de tannines doen verdwijnen, maar in dit geval blijft het vruchtvlees hard.
In Europa worden enkel rassen geteeld van het PCA-type, rassen waarvan de vruchten helemaal zacht moeten worden eer men ze kan eten. Om deze vruchten te commercialiseren en voor een breed publiek toegankelijk te maken worden al deze kaki's aan een behandeling met koolstofdioxidegas onderworpen. Door deze behandeling verdwijnt de erg wrange smaak maar blijven de vruchten stevig. Hierdoor kunnen de vruchten gemakkelijk verhandeld worden. Er bestaan ook natuurlijke hard-eetbare rassen die geen behandeling nodig hebben (het PCNA-type), maar deze rassen worden in Europa niet commercieel geteeld en men kan ze dus ook zelden in de handel aantreffen. In alle andere productiegebieden (China, Japan, Zuid-Korea, Nieuw-Zeeland, Noord-Amerika, Brazilië) maken echter de PCNA-types het grootste deel van de productie uit. De PCA-rassen zijn gemiddeld zoeter dan de PCNA-rassen. Dit is een van de redenen waarom behandelde PCA-vruchten in de handel hoger gewaardeerd worden dan de onbehandelde PCNA-vruchten. De koolstofdioxidebehandeling is recent volledig geperfectioneerd, met als gevolg dat de kakiteelt en export, vanuit vooral Spanje, exponentieel toegenomen is in het voorbije decennium.

## Rassen
In de duizenden jaren dat de kaki geteeld wordt, zijn er rassen ontwikkeld die ook hard gegeten kunnen worden. Er bestaan vier basistypen:
1. "pca"-rassen ("pollination constant astringent"): wrang, moeten narijpen tot ze zacht zijn, ongeacht of er zaden aanwezig zijn.
2. "pcna"-rassen ("pollination constant nonastringent"): nooit wrang, kunnen hard gegeten worden, ongeacht of er zaden aanwezig zijn.
3. "pva"- rassen ("pollination variant astringent"): enkel het gedeelte waar zaden in de vrucht zitten kan je hard eten, wanneer een gedeelte geen zaden bevat is dit wrang.
4. "pvna"-rassen ("pollination variant nonastringent"): alleen hard te eten als er zaden aanwezig zijn. Zelfs met slechts één of enkele zaden is de vrucht reeds hard eetbaar. zonder zaden is dezelfde vrucht wrang.

Praktisch gezien zijn enkel de 2 eerste types belangrijk. "PVA"- en "PVNA"-types worden gewoonlijk beschouwd als wrange kakitypes net zoals het "PCA"-type.
De kleur van het vruchtvlees of van de schil heeft niks te maken met het vruchttype, maar is enkel variëteitgebonden. Bij het natuurlijk rijpen en zacht worden wordt het vruchtvlees echter donkerder. Sommige variëteiten hebben een lichtoranje schil en andere een donkeroranje schil, terwijl sommige zelfs een koraalrode kleur hebben.

Kaki
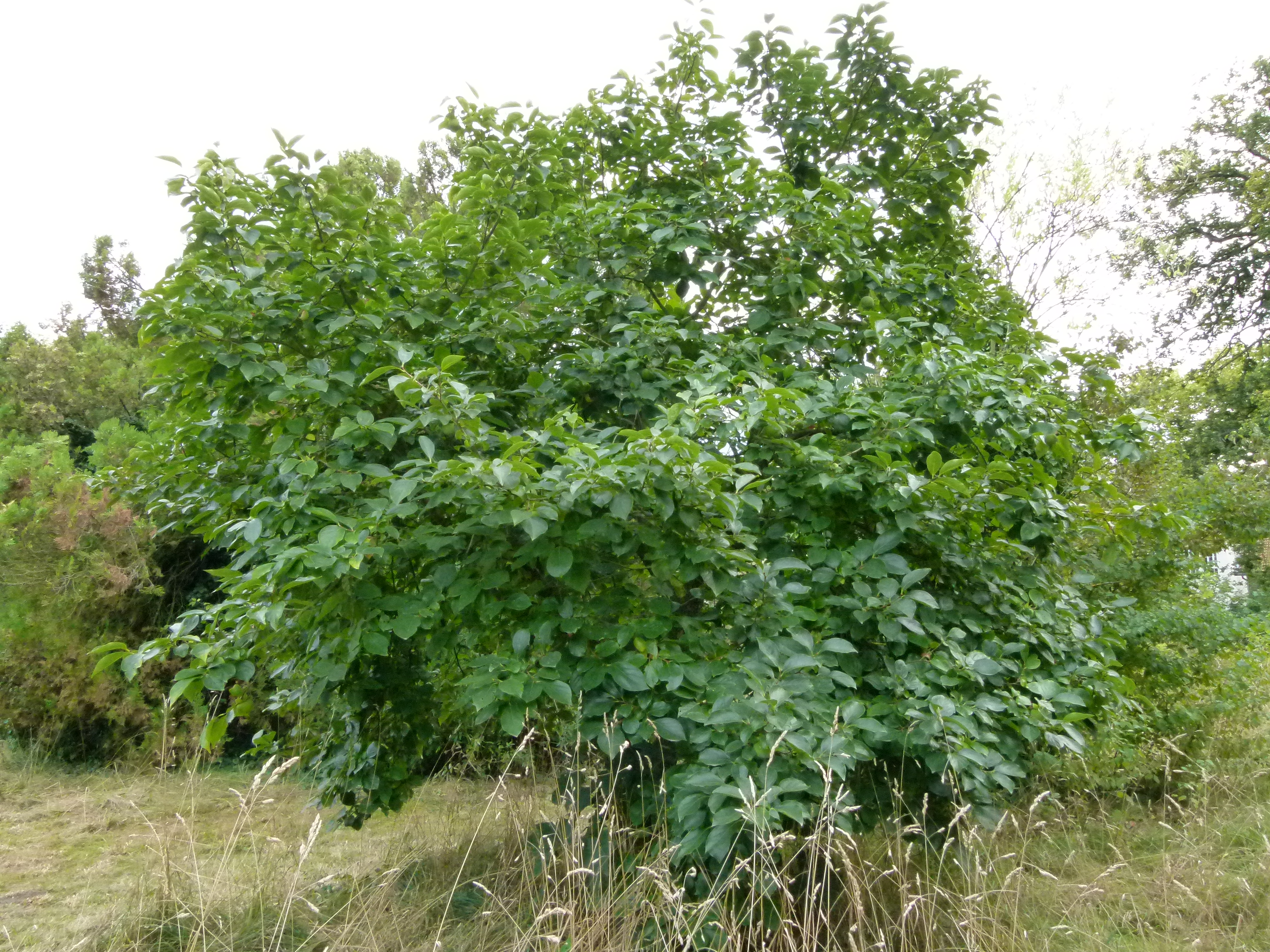
Boom met bladeren
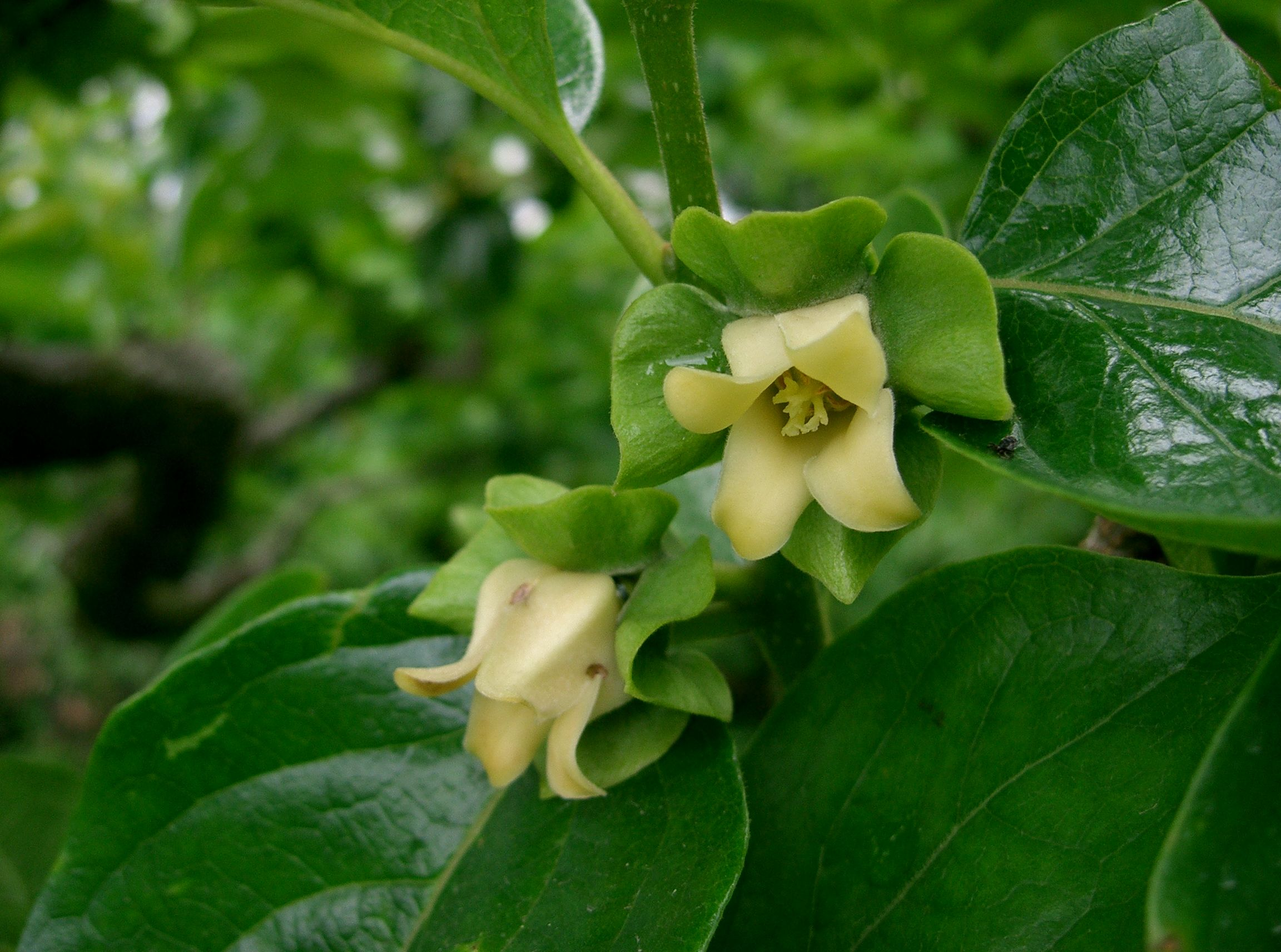
Bloemen
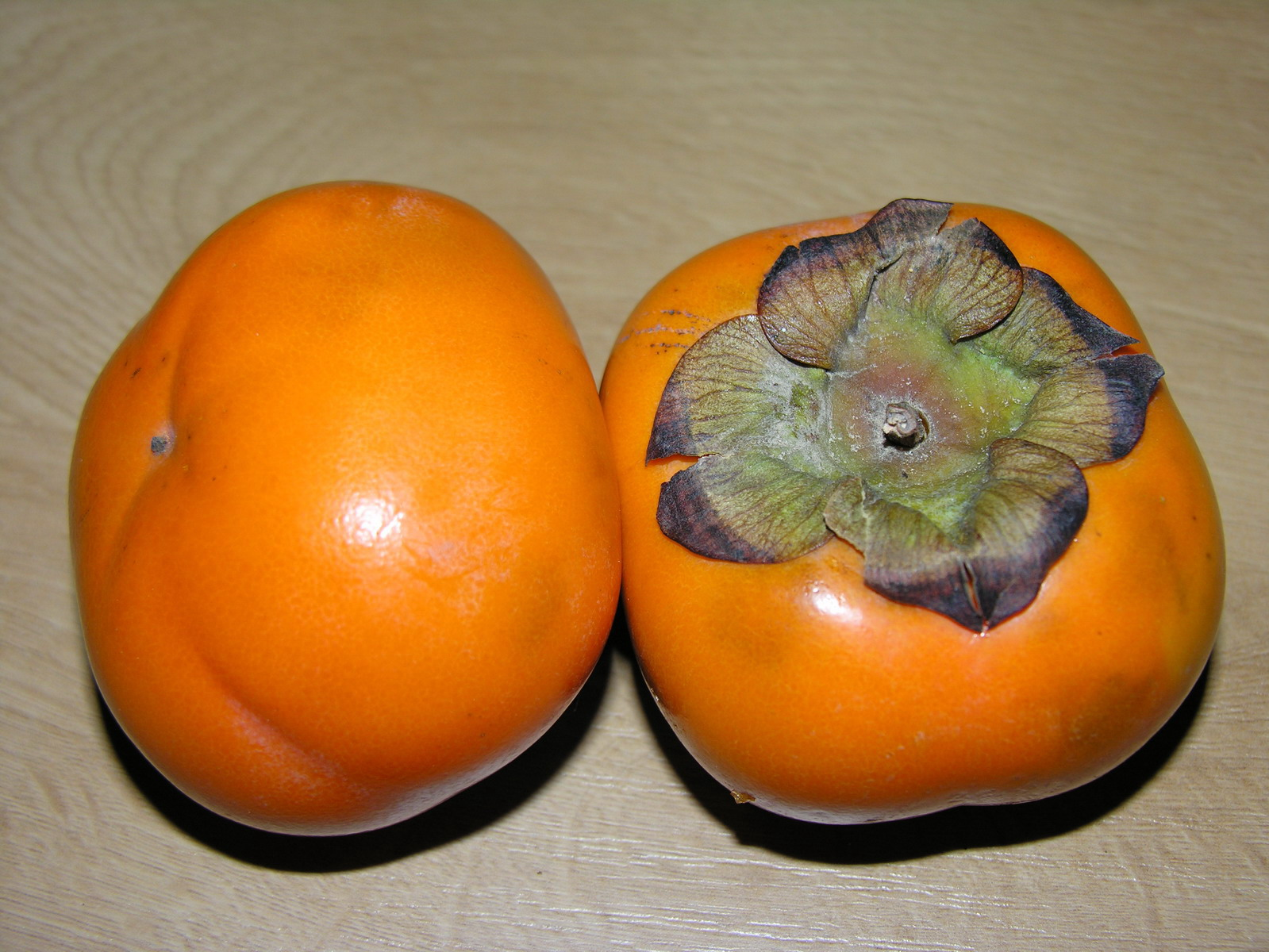
Diospyros kaki 'Triumph'
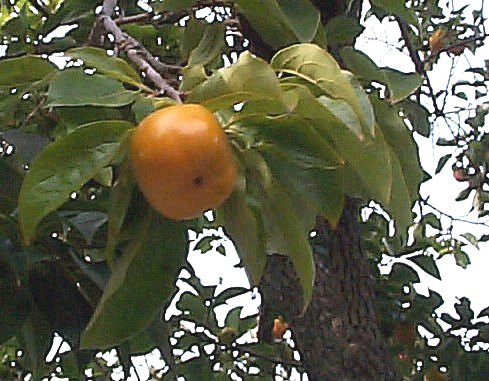
Kakivrucht aan boom

'Triumph' is het belangrijkste ras voor de teelt in de Sjaronvallei in Israël. Deze vruchten worden na CO2-behandeling in Europa en andere landen verhandeld als "Sharon". Dit is de reden waarom klanten vaak de handelsnaam "Sharon" gebruiken wanneer men eigenlijk kaki bedoelt. De variëteit wordt in meerdere landen gekweekt. "Rojo brillante" is momenteel de belangrijkste commerciële variëteit in de Europese handel en wordt vooral in Spanje gekweekt. De met CO2 behandelde "Rojo Brillante" wordt gecommercialiseerd onder de handelsnamen persimmon of persimon.
Veel naaste verwanten van de kaki brengen eetbare vruchten voort, bijvoorbeeld de Amerikaanse persimoen (Diospyros virginiana) en de bergpersimoen (Diospyros montana).
... · 
D. digyna (Zwarte zapote) ·  
D. discolor (Mabolo) ·  
D. kaki (Kaki) ·  
D. lotus (Lotusboom) ·  
D. mespiliformis (Jakhalsbes) ·  
D. montana (Bergpersimoen) ·  
D. sandwicensis (Lama) ·  
D. virginiana (Amerikaanse persimoen) ·  
...